# Nychiodes achtyca
Nychiodes achtyca är en fjärilsart som beskrevs av Eugen Wehrli 1940. Nychiodes achtyca ingår i släktet Nychiodes och familjen mätare. Inga underarter finns listade i Catalogue of Life.